# Общоикономически факултет (УНСС)
Общоикономически факултет (ОИФ) при УНСС е звено създаден през 1958 година, в тогавашния ВИИ „Карл Маркс“. От своя страна той продължава традициите на „Търговско-стопанския факултет“, открит през 1920 г. при Свободния университет за политически и стопански науки.

## Обучение
Преподаването в Общоикономическия факултет при УНСС е насочено към предоставяне на фундаментални икономически знания. Те са базис на придобитите икономически познания сред студентите, като обхващат основи на икономическата теория и икономическия анализ, механизми на пазарната икономика, международен икономикс, заетост, човешките ресурси, социална кохезия, интелектуална собственост, социология и педагогика.
Ръководител на факултета е доц. Лилия Борисова.

## Научноизследователска дейност
В рамките на факултета се осъществява и разностранна научноизследователска дейност по актуални въпроси на развитието на българската икономика: икономически растеж, жизнено равнище, заетост, индустриални отношения, интелектуална собственост и др.

## Структура
- катедра „Икономикс“
- катедра „Човешки ресурси и социална защита“
- катедра „Икономическа социология“
- катедра „Политическа икономия“

– секция „Стопанска история“ към катедра „Политическа икономия“
– секция „Социално-икономически теории“ към катедра „Политическа икономия“
– секция „Философия“ към катедра „Политическа икономия“